# Избищи (Тульская область)
Избищи — деревня в Тульской области России.
В рамках административно-территориального устройства входит в состав Спасского сельского округа Новомосковского района, в рамках организации местного самоуправления входит в муниципальное образование город Новомосковск со статусом городского округа.

## География
Расположена на реке Марковка, в 16 км к востоку от райцентра, города Новомосковска. 
На западе примыкает к Сокольникам — отдалённому микрорайону Новомосковска.

## Население
| 2002 | 2010 |
| ---- | ---- |
| 192  | ↘170 |